# Düsseldorfer Abkommen (1955)
Das Düsseldorfer Abkommen, auch Abkommen zwischen den Ländern der Bundesrepublik zur Vereinheitlichung auf dem Gebiete des Schulwesens genannt, wurde von der Kultusministerkonferenz am 17. Februar 1955 in Düsseldorf beschlossen und trat am 1. April 1957 in Kraft. Es betraf vor allem Gymnasien und Mittel- bzw. Realschulen, weniger dagegen Volksschulen (Grund- und Hauptschulen). Grundlage waren die von der Kultusministerkonferenz im Sommer 1954 in Feldafing erarbeiteten Vorschläge.
Vereinbart wurden folgende Reformen:
- Englisch wurde generell Pflichtfremdsprache.
- Bis zum Abitur mussten obligatorisch nur zwei Fremdsprachen erlernt werden, was den Wegfall der Pflichtbelegung von Altgriechisch an einigen Schulen bedingte.

Das Abkommen enthielt ferner Bestimmungen über den Schuljahresbeginn, die Gesamtdauer der Ferien und den Zeitraum für die Sommerferien, die Bezeichnungen, Organisationsformen und Schultypen der bis 1964 als Mittelschule bezeichneten Realschule, die Anerkennung von Prüfungen und die Bezeichnungen der Notenskala.
Es trug wesentlich zur Beruhigung der Debatte um den deutschen „Schulwirrwarr“ bei, obgleich ein Bundeskultusministerium auch danach noch hin und wieder gefordert wurde. Es war die Verhandlungsgrundlage für das Hamburger Abkommen von 1964, nach dem diese Reformen dann auch realisiert wurden.